# Austracantha
Austracantha is een geslacht van spinnen uit de  familie van de wielwebspinnen (Araneidae).

## Soort en ondersoorten
- Austracantha minax (Tord Tamerlan Teodor Thorell, 1859)
- Austracantha minax astrigera (Ludwig Carl Christian Koch, 1871)
- Austracantha minax hermitis (Henry Roughton Hogg, 1914)
- Austracantha minax leonhardii (Embrik Strand, 1913)
- Austracantha minax lugubris (Ludwig Carl Christian Koch, 1871)